# Tholozodium rhombofrontalis
Tholozodium rhombofrontalis là một loài chân đều trong họ Sphaeromatidae. Loài này được Giambiagi miêu tả khoa học năm 1922.